# Кейптаун (стадион)
Стадион «Кейптаун» (англ. Cape Town Stadium; африк. Kaapstad-stadion) — футбольный стадион в Кейптауне, ЮАР, одна из арен чемпионата мира по футболу 2010 года. Стадион Кейптаун построен на месте старого стадиона «Грин-Пойнт», полностью разрушенного в 2007 году. После постройки новый стадион некоторое время как и старый носил имя Грин Пойнт, но в 2009 году городской совет Кейптауна принял решение о смене названия на новое — Стадион Кейптаун.
Арена рассчитана на 64 100 зрителей. Открытие стадиона состоялось 14 декабря 2009 года.

## Матчи чемпионата мира 2010
В рамках чемпионата мира на арене были проведены пять матчей группового этапа чемпионата, по одному матчу одной восьмой и одной четвёртой финала, а также полуфинальный поединок.
| дата-время    | стадия     | соперники            | результат | кол-во зрителей |
| ------------- | ---------- | -------------------- | --------- | --------------- |
| 11 июня-22:30 | группа A   | Уругвай — Франция    | 0:0       | 64 100          |
| 14 июня-20:30 | группа F   | Италия — Парагвай    | 1:1       | 62 869          |
| 18 июня-20:30 | группа C   | Англия — Алжир       | 0:0       | 64 100          |
| 21 июня-13:30 | группа G   | Португалия — КНДР    | 7:0       | 63 644          |
| 24 июня-20:30 | группа E   | Камерун — Нидерланды | 1:2       | 63 093          |
| 29 июня-20:30 | 1/8 финала | Испания — Португалия | 1:0       | 62 955          |
| 3 июля-16:00  | 1/4 финала | Аргентина — Германия | 0:4       | 64 100          |
| 6 июля-20:30  | 1/2 финала | Уругвай — Нидерланды | 2:3       | 62 479          |

## Вне футбола
В декабре ежегодно на стадионе проводится один из этапов Мировой серии по регби-7.